# Nolan Leary
George Nolan Leary (Contea di Rock Island, 26 aprile 1889 – Los Angeles, 12 dicembre 1987) è stato un attore e sceneggiatore statunitense attivo in teatro, televisione e cinema.

## Biografia
Nato nella contea di Rock Island, nell'Illinois. Leary prestò servizio nella prima guerra mondiale, durante la quale fu intrattenitore per le truppe degli Stati Uniti. Ha iniziato la sua carriera nel 1919, come appare nella commedia di Broadway Forbidden.
Più tardi nella sua carriera, Leary è apparso in altri spettacoli di Broadway, poiché il suo curriculum teatrale include Happy Landing, Rendezvous e Dodsworth. In seguito ha iniziato la sua carriera cinematografica e televisiva, in cui ha iniziato ad apparire in numerosi film con ruoli non accreditati, poiché i suoi crediti cinematografici includono, The Valley of Vanishing Men, Strangler of the Swamp, That Texas Jamboree, Out California Way, Love Laughs at Andy Hardy, I Wonder Who's Kissing Her Now, The Secret Life of Walter Mitty e Devil Bat's Daughter. Leary ha terminato la sua carriera nel 1981, poiché il suo ultimo 
ruolo accreditato è stato nel programma televisivo Nero Wolfe.
Leary morì nel dicembre 1987 al Good Samaritan Hospital di Los Angeles, in California, all'età di 98 anni. Fu sepolto nell'Hollywood Forever Cemetery.

## Filmografia parziale

### Attore

#### Cinema
- By the Sad Sea Waves, regia di Al Christie - cortometraggio (1916)
- Laramie, regia di Ray Nazarro (1949)
- Elena paga il debito (The Lady Pays Off), regia di Douglas Sirk (1951)
- Il cantante matto (The Stooge), regia di Norman Taurog (1952)
- L'urlo dell'inseguito (Cry of the Hunted), regia di Joseph H. Lewis (1953)
- L'uomo dai mille volti (Man of a Thousand Faces), regia di Joseph Pevney (1957)
- Il segreto di Pollyanna (Pollyanna), regia di David Swift (1960)
- Amore, ritorna! (Lover Come Back), regia di Delbert Mann (1961)

#### Televisione
- Royal Playhouse (Fireside Theater) – serie TV, 16 episodi (1950-1955)
- Topper – serie TV, episodi 1x22-2x17 (1954-1955)
- Climax! – serie TV, episodio 2x14 (1955)
- Crossroads – serie TV, episodio 1x01 (1955)
- General Electric Theater – serie TV, episodio 7x12 (1958)
- Ricercato vivo o morto (Wanted: Dead or Alive) – serie TV, episodio 1x25 (1959)
- Avventure lungo il fiume (Riverboat) – serie TV, episodio 1x01 (1959)
- Rescue 8 – serie TV, episodio 1x36 (1959)
- Ispettore Dante (Dante) – serie TV, episodio 1x07 (1960)
- Have Gun - Will Travel – serie TV, episodio 3x25 (1960)
- The Dick Powell Show – serie TV, episodio 1x12 (1961)
- Surfside 6 – serie TV, episodio 2x37 (1962)
- Scacco matto (Checkmate) – serie TV, episodio 2x22 (1962)
- Il virginiano (The Virginian) – serie TV, episodi 1x06-4x13 (1962-1965)
- The Wide Country – serie TV, episodio 1x27 (1963)
- Sotto accusa (Arrest and Trial) – serie TV, episodio 1x13 (1963)
- Bonanza – serie TV, episodio 14x05 (1972)